# Крылья Советов (станция метро)
«Крылья Советов» — станция, которая планировалась в составе первого пускового участка Куйбышевского (ныне Самарского) метрополитена, но в 1986 году была исключена для своевременной сдачи участка в связи с выбиванием из графика строительства станции и проходки к ней щитовым способом тоннелей от станции «Кировская» (в том числе по срокам демонтажа щитового комплекса в районе станции «Безымянка» и его монтажа в районе «Кировской»). Вместо станции «Крылья Советов» в качестве конечной для участка и 1-й линии была быстро (менее чем за год) сооружена как временная наземная тупиковая станция «Юнгородок» у электродепо «Кировское». Станция «Крылья Советов» по сей день остаётся на схемах метрополитена как перспективная ввиду расположения у крупных заводов. В случае достройки этой станции нынешняя конечная станция «Юнгородок» закрыта не будет, оставаясь на вилочном разветвлении линии. Строительство станции в ближайшие годы не запланировано.

## Архитектура и оформление
Станция будет выполнена по спецпроекту и является двухплатформенной.
Первый проект станции, разработанный Ю. И. Мусатовым и Л. Ф. Козыревой, предполагал основным декоративным элементом оформления выпуклые четырёхугольные звезды, на которые удерживают белый плоский (плиты-перекрытия закрыты панелями) потолок станции. Узор колонн как бы отражает узор потолка — по ним вниз сходят лепестки таких же звёзд, разделённые по центру чёрными полосками-вставками. Белый мрамор стен сочетается с белым сводом, а тёмный гранит пола (с узорчатой вставкой из белого мрамора), с более тёмными звёздами. Освещение станции скрытое. Над выходом в вестибюль должно было быть размещено панно, восславляющее созидательный труд и тружеников.
Однако от этого проекта отказались, заказав новый проект станции ОАО «Харьковметропроект». Новый архитектурный проект разрабатывался компанией ВТС-проект: в оформлении станции будет обыграна тема сверхсовременных технологий. Станционный зал будет выглядеть, как внутреннее помещение звездолета, повсюду в отделке помещений будут применяться пластик и металл, а на стенах будут изображены современные летательные аппараты.

## Путевое развитие
Станция тупиковая. От станции метро «Кировская» был построен прямой тоннель, который в настоящее время используется для отстоя подвижного состава.